# Восстание в Каире
Восстание в Каире — восстание, произошедшее 21-22 октября 1798 года в Каире против французской оккупации Египта во главе с Наполеоном Бонапартом.

## Восстание
В 1798 году Наполеон направил французскую армию в Египет, быстро завоевав Александрию и Каир. Однако в октябре того же года недовольство французами привело к восстанию жителей Каира. Пока Бонапарт находился в Старом Каире, население города начало распространять оружие друг другу и укреплять опорные пункты, особенно в мечети Аль-Азхар. Французский военачальник Доминик Дюпюи был убит восставшими каирцами, как и адъютант Бонапарта Юзеф Сулковский.

Положение французской армии было критическим — англичане угрожали французскому контролю над Египтом после их победы в битве на Ниле, Мурад-бей и его армия все ещё находились в поле в Верхнем Египте, а генералы Мену и Дугуа только-только смогли сохранить контроль над Нижним Египтом. Османские крестьяне имели общее дело с теми, кто восстал против французов в Каире — весь регион был охвачен восстанием. Был широко опубликован по всему Египту Манифест Великого Господа, в котором говорилось:
«Французский народ — нация упрямых неверных и необузданных негодяев… Они смотрят на Коран, Ветхий Завет и Новый Завет как на басни… Скоро войска, столь же многочисленные, сколь и грозные, будут наступать на нас по суше, в то же время линейные корабли высотой с горы будут покрывать поверхность морей… Если это угодно Богу, то вам предназначено возглавить их (то есть французские войска в Египте) полное уничтожение; как пыль рассеивается ветром, так не останется ни единого следа от этих неверных, ибо обетование Божие формально, надежда нечестивого человека будет обманута, и нечестивые люди погибнут. Слава Господу миров!»
Французы ответили, установив пушки в Цитадели и обстреливая ими районы, где находились силы повстанцев. В течение ночи французские солдаты продвигались вокруг Каира и разрушали любые баррикады и укрепления, которые попадались им на пути. Вскоре мятежники начали оттесняться силой французских войск, постепенно теряя контроль над своими районами города. Бонапарт лично выслеживал мятежников с улицы на улицу и заставлял их искать убежища в мечети Аль-Азхар. Бонапарт сказал, что «Он (т.е Бог) опоздал — вы начали, теперь я закончу!». Затем он немедленно приказал своим пушкам открыть огонь по мечети. Французы выломали ворота и ворвались в здание. В конце восстания от 5 до 6 тысяч каирцев были убиты или ранены.

## Последствия
Чтобы свести на нет какие-либо мысли насчёт восстания у населения, французы разместили во всех городах Египта, находящихся под их контролем, прокламацию, заканчивающуюся словами:
«Перестаньте возлагать свои надежды на Ибрагима и Мурада и доверьтесь тому, кто имеет империи по своему усмотрению и кто создает людей!»